# Gàlitx
Gàlitx (en rus Галич) és una ciutat de l'óblast de Kostromà (Rússia). Es troba a la riba sud del llac Galitxskoie. És un nus menor de la línia de ferrocarril del Transsiberià. El 2010 tenia 17.438 habitants.

## Història
La ciutat és citada per primer cop el 1234 en una crònica de Grad Merski. De mica en mica va esdevenir un dels centres miners de sal més grans de l'Europa de l'Est, fins i tot més important que Gàlitx (Ucraïna), de la qual va prendre el nom que té actualment. El segle xiii la ciutat fou governada per un germà petit d'Alexandre Nevski i va estar sota el seu control fins al 1363, quan els moscovites van conquerir el principat, tot derrocant la família governant i expulsant-la a Nóvgorod.
Els segles XV i xvi es consideren l'edat d'or de Gàlitx. És aleshores que la ciutat controlava la major part del comerç de sal i de pells. Dmitri Xemiaka i d'altres prínceps feien una gran pressió en la corona de Moscou, i fins i tot van prendre possessió del Kremlin durant la Gran Guerra Feudal.
Els polonesos cremaren la ciutat el 1612 i enderrocaren el kremlin de fusta de Pere el Gran, i la ciutat va perdre ja definitivament importància quan es va transferir el comerç exterior de Rússia d'Arkhànguelsk a Sant Petersburg.